# 南陽洪氏
南陽洪氏（ナミャンホンし、남양홍씨）は、朝鮮の氏族の一つ。本貫は京畿道華城市である。中国から帰化した「唐洪系」と土着氏族の「土洪系」の2系列があり、2015年の調査では、合わせて487,488人がいる。
唐洪系の始祖は、洪天河の子孫の洪殷悦である。洪天河は、唐の学者として高句麗に派遣されたが、唐の動乱のためにそのまま新羅に亡命した。
一方、土洪系の始祖は洪先幸で、唐城郡（南陽の旧名）に世居した氏族である。

## 唐洪系の人口分布
2015年統計によると、多くの自治体の総人口に占める比例が1%前後であり、江原特別自治道南東部、済州島北部など2%を超える地域もある。全国で総人口に占める比例が最も高い地域は江原特別自治道東海市（2,073人、総人口の2.44%）である。